# Marcin Karpiński
Marcin Karpiński (ur. 10 stycznia 1973 w Zgierzu) – polski polityk, prawnik, rolnik i samorządowiec, senator XI kadencji.

## Życiorys
Syn Piotra i Kazimiery. Absolwent międzynarodowych stosunków gospodarczych i politycznych na Uniwersytecie Łódzkim. Ukończył również studia prawnicze, uzyskał uprawnienia adwokata. Zajął się prowadzeniem rodzinnego gospodarstwa rolnego specjalizującego się w produkcji roślinnej.
Zaangażował się w działalność polityczną w ramach Sojuszu Lewicy Demokratycznej. W 1998 został wybrany do rady powiatu zgierskiego. Mandat utrzymywał następnie w wyborach samorządowych w 2002, 2006 oraz 2010. Pełnił funkcje wiceprzewodniczącego rady i przewodniczącego klubu radnych SLD. W 2001 został powołany na urząd wicestarosty, który sprawował do 2002. Powrócił na to stanowisko w 2006, utrzymał je następnie w 2010, sprawując urząd do 2014. W wyborach do rady powiatu w tymże roku nie uzyskał reelekcji. Powrócił natomiast do tego gremium w 2018.
Bez powodzenia kandydował z ramienia SLD do Senatu w 2005 oraz do Sejmu w 2007, 2015 i 2019.
W wyborach parlamentarnych w 2023 był kandydatem paktu senackiego z ramienia Nowej Lewicy w okręgu nr 26. Uzyskał mandat senatora XI kadencji, otrzymując 98 107 głosów.